# Церковь Святого Креста (Хаттула)
Церковь Святого Креста (фин. Hattulan Pyhän Ristin kirkko) — средневековая церковь в Хаттуле, в южной Финляндии, самая старая церковь в провинции Хяме. Первое упоминание о церкви в Хаттуле датируется 1324 годом. По разным оценкам, нынешнее здание церкви было построено между 1472 и 1490 годом. Уже в Средние века церковь была популярным местом паломничества.

## История
Существует несколько предположений о том, когда была построена церковь. Дата заложения варьируется от начала XIV до начала VXI века. Согласно современным научным данным, церковь была построена в конце XV века. Помимо кафедрального собора Турку, это единственная кирпичная средневековая церковь в Финляндии. Сходство материалов и строительных решений крепости Хямеенлинна и церкви Хаттула свидетельствует о том, что они строились приблизительно в одно время и одними и теми же мастерами. В 1580-е гг. в церковь ударила молния, после чего пришлось провести первый масштабный ремонт. В 1752 году молния ударила снова, в результате пришлось заменить крышу.

## Архитектура и интерьер

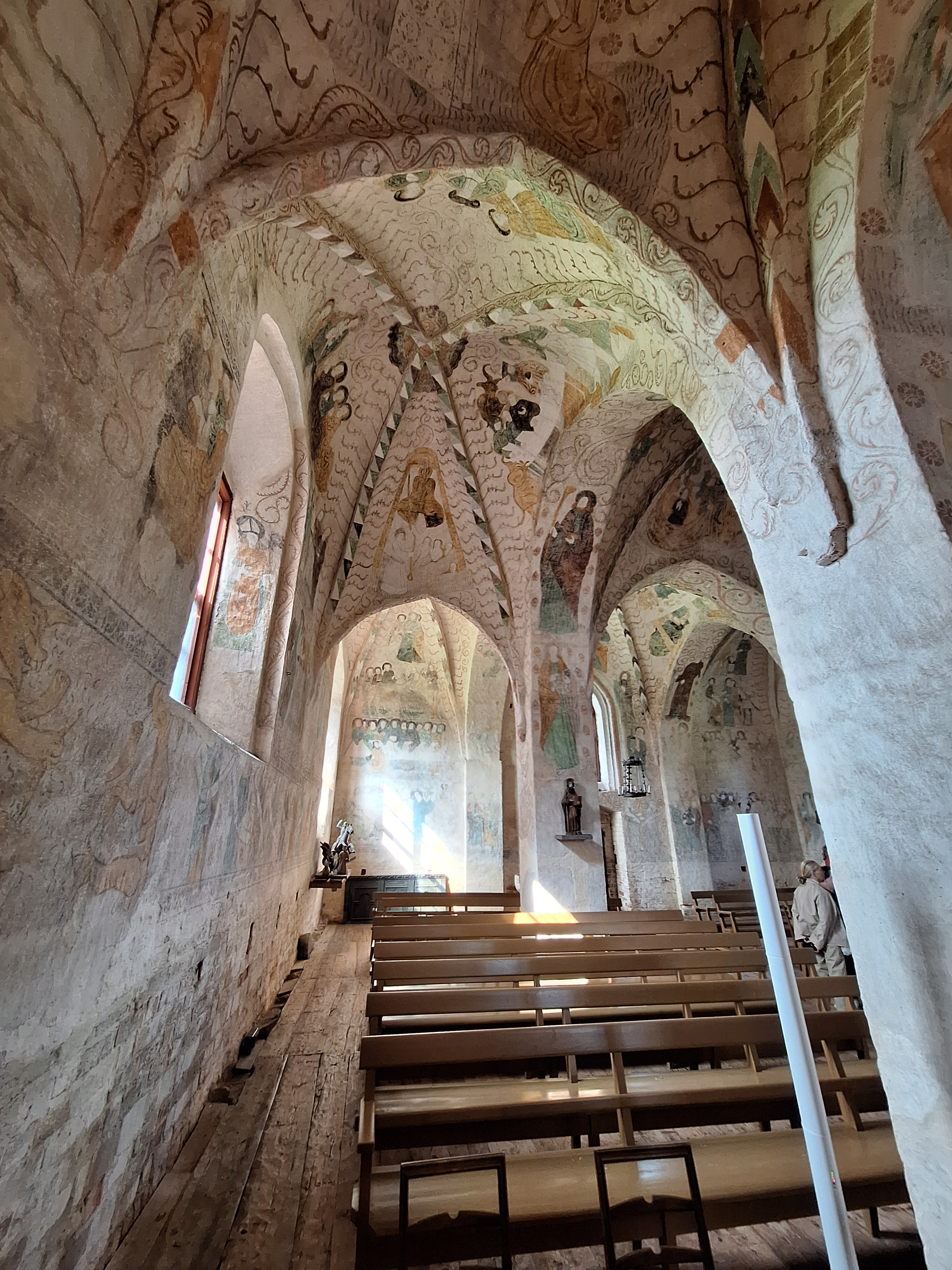
Фрески Церкви Святого Креста

Церковь построена из красного кирпича, что отличает её от большинства других средневековых зданий Финляндии, выстроенных из серого камня. Церковь богато декорирована настенными фресками, которые датируются временем епископа Арвида Курье. Скорее всего, они были созданы между 1513-м и 1516 годами. Стены ризницы также покрыты церковной живописью, а на своде висит люстра в средневековом стиле. В церкви около 40 деревянных скульптур, на которых изображены, среди прочих, Святой Георгий и Дева Мария. Большинство скульптур датируются XV веком. Алтарная картина, изображающая Святое Причастие, была написана в 1782 году. Кафедра церкви датируется 1550 годом и является старейшей сохранившейся кафедрой в Финляндии и одной из старейших в странах Северной Европы.

## Другие здания
Церковь и церковный двор окружены каменной оградой. Вокруг церкви также расположено кладбище. Рядом с дорогой находится старое зернохранилище. В настоящее время там размещаются церковный информационный центр и магазин товаров ручной работы. На территории церковного двора стоит колокольня, построенная в 1813 году. Нижняя её часть изготовлена из натурального камня, верхняя - из дерева выкрашенное красной краской. Её оригинальные колокола были перенесены на башню второй церкви Хаттулы. Нынешние колокола были перевезены из церкви Вуоксела, которая располагалась на утраченных территориях Карелии.

## Мероприятия
В церкви никогда не было отопления, и она используется только летом. Плата за вход в церковь не взимается. Основная церковная служба прихода Хаттула проводится там с начала июня по конец августа. В церкви также проводятся экскурсии с гидом.

## В культуре
Роман Аннели Каллио «Святыня Крыс» (фин. Rottien pyhimys, 2021) рассказывает вымышленную историю о росписи фресок в церкви Святого Креста в Хаттуле. В церкви Святого Креста были сняты интерьерные сцены финского кинофильма «Письма отцу Якобу» (фин. Postia pappi Jaakobille).